# Frank Mantek
Frank Mantek (n. 20 ianuarie 1959, Jena, RDG) este un halterofil ce a reprezentat Republica Democrată Germană, medaliat olimpic. A participat la o ediție a Jocurilor Olimpice (1980) în care a câștigat o medalie de bronz.

## Participări
Lista de mai jos prezintă principalele competiții la care a participat Frank Mantek de-a lungul carierei.
- weightlifting at the 1980 Summer Olympics – men's 90 kg[*]